# كارل داهل (أستاذ جامعي)
كارل داهل (بالدنماركية: Carl Dahl)‏ هو رسام دنماركي، ولد في 24 مارس 1812 في Faaborg ‏ في الدنمارك، وتوفي في 7 أبريل 1865 في بلدة فردريكسبرغ ‏ في الدنمارك.

## معرض صور

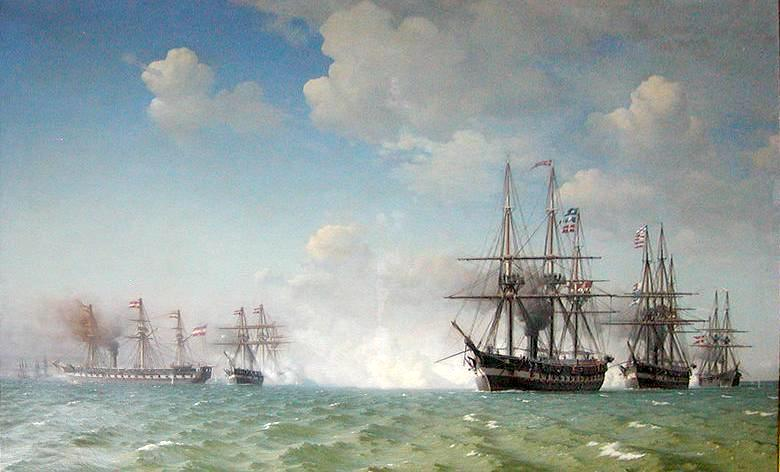
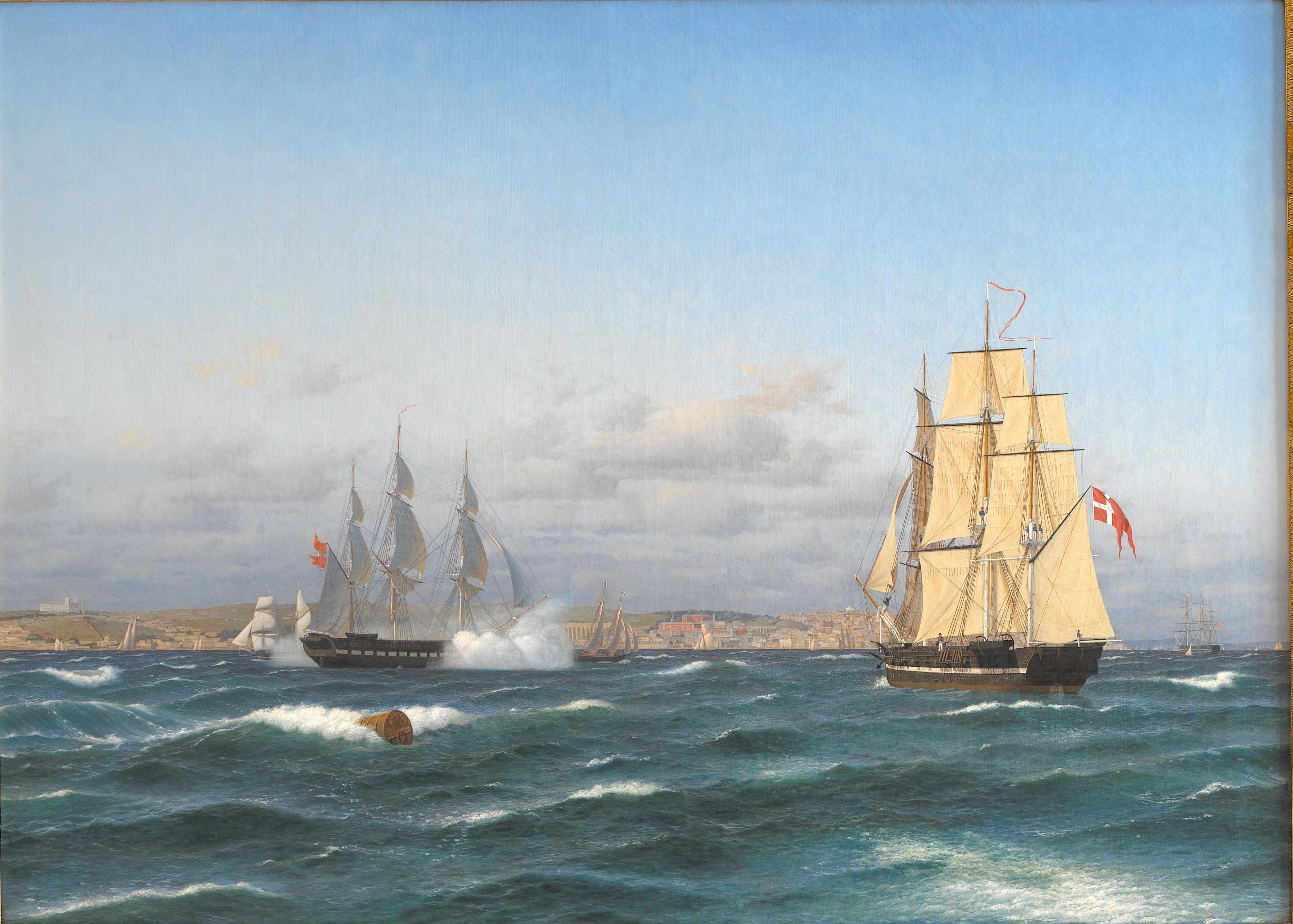
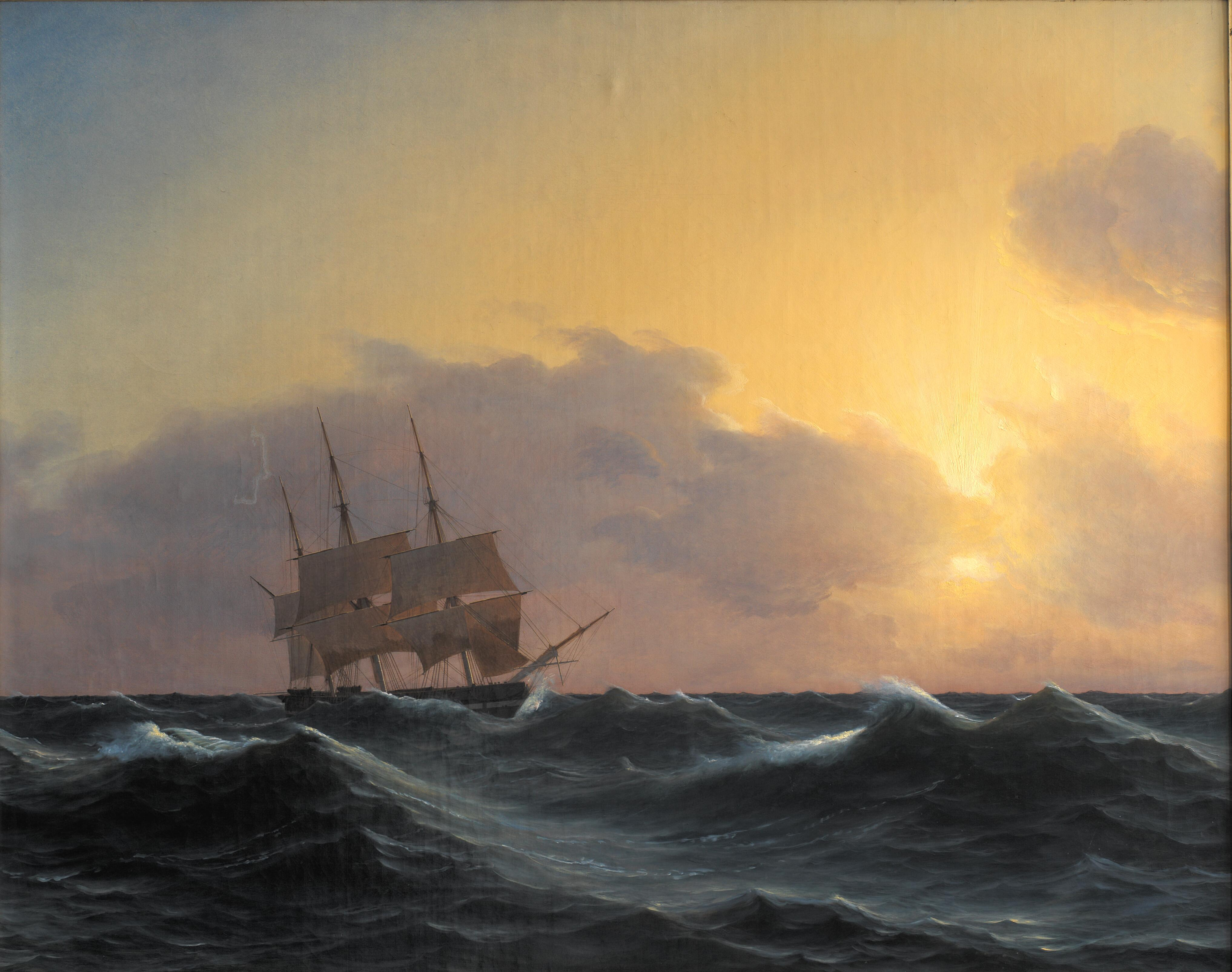
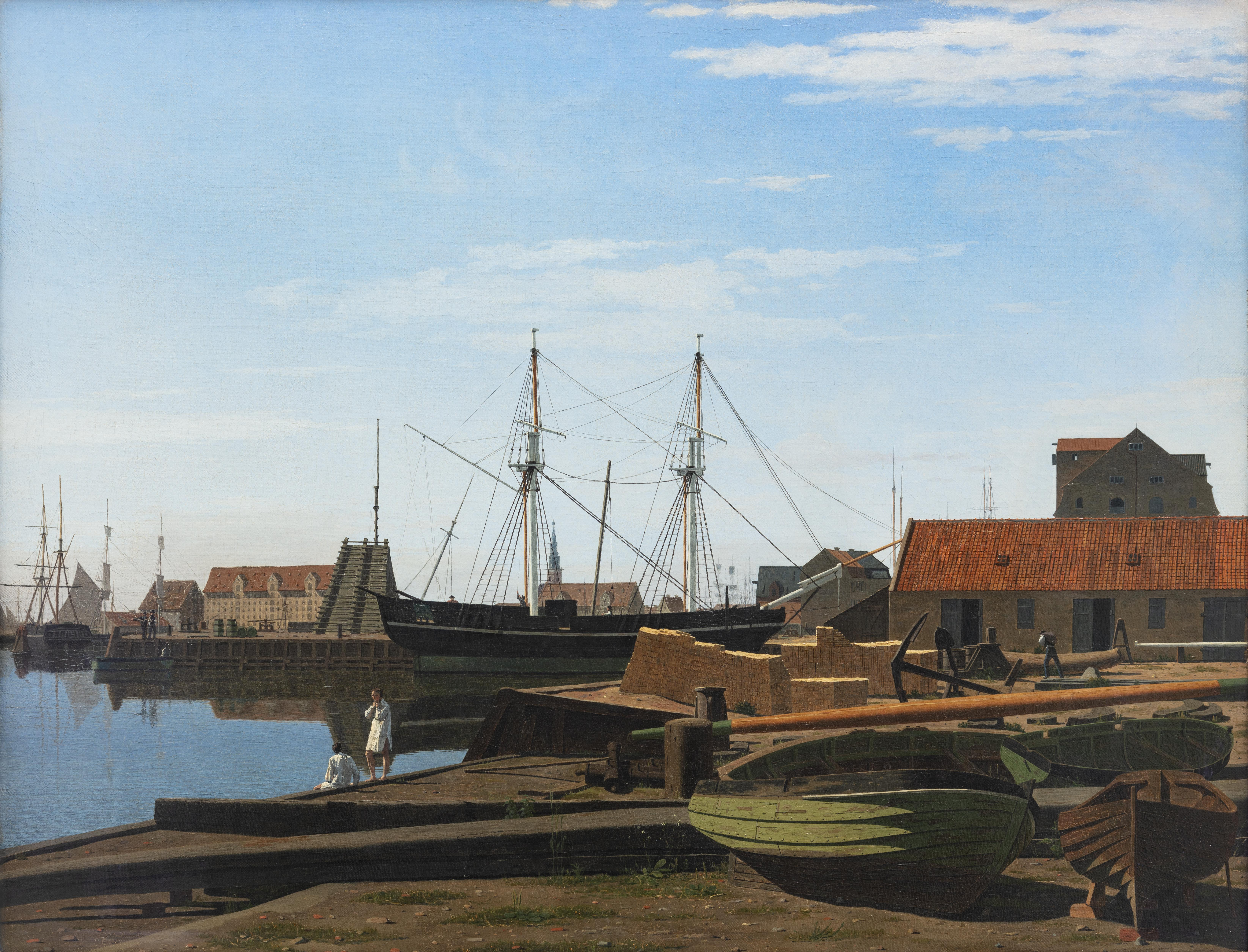